# Lhasa de Sela
Lhasa de Sela, bardziej znana jako Lhasa (ur. 27 września 1972 w Big Indian, zm. 1 stycznia 2010 w Montrealu) – amerykańsko-meksykańska wokalistka.
Śpiewała niskim, głębokim głosem w trzech językach: angielskim, francuskim i hiszpańskim. Jej muzyka łączy w sobie muzyczną tradycję meksykańską, klezmerską i rocka.

## Życiorys
Urodzona w 1972 roku w Big Indian w stanie Nowy Jork w Stanach Zjednoczonych. Jest córką  Meksykanina Alejandro Sela i Amerykanki Alexandry Karam, która po matce jest pochodzenia polsko-rosyjskiego, a po ojcu (Karam) libańskiego. Jej ojciec jest pisarzem i wykładowcą hiszpańskiego, a matka fotografikiem. W dzieciństwie przemierzała wraz z rodzicami autobusem, który był jednocześnie ich domem, całe Stany Zjednoczone. 
W wieku 13 lat, zaczęła interpretować jazz w kawiarniach San Francisco. W wieku 19 lat wyemigrowała do Montrealu gdzie spotkała Yves’a Desrosiers wraz z którym w 1998 roku stworzyła album La Llorona. Album ten odniósł wielki sukces (ponad 400 000 egzemplarzy sprzedanych we Francji i w Kanadzie).
Przez pewien czas współpracowała z cyrkiem "Pocheros", gdzie zatrudnione były jej trzy siostry, po czym zamieszkała w Marsylii, gdzie stworzyła część swego kolejnego albumu i zaczęła pracować nad jego nagraniem z Vincentem Ségalem i Cyrilem Atefem z grupy Bumcello.
Po powrocie do Montrealu w 2002, Lhasa poznała perkusistę François Lalonde'a i pianistę Jeana Massicotte'a, współtworzących album The Living Road.
Zmarła 1 stycznia 2010 roku po prawie dwuletniej walce z rakiem piersi.

## Dyskografia
- La Llorona (1998)
- The Living Road (2003)
- Lhasa (2009)